# Lopezia suffrutescens
Lopezia suffrutescens är en dunörtsväxtart som beskrevs av Philip Alexander Munz. Lopezia suffrutescens ingår i släktet enmansblommor, och familjen dunörtsväxter. Inga underarter finns listade i Catalogue of Life.